# Porajmos

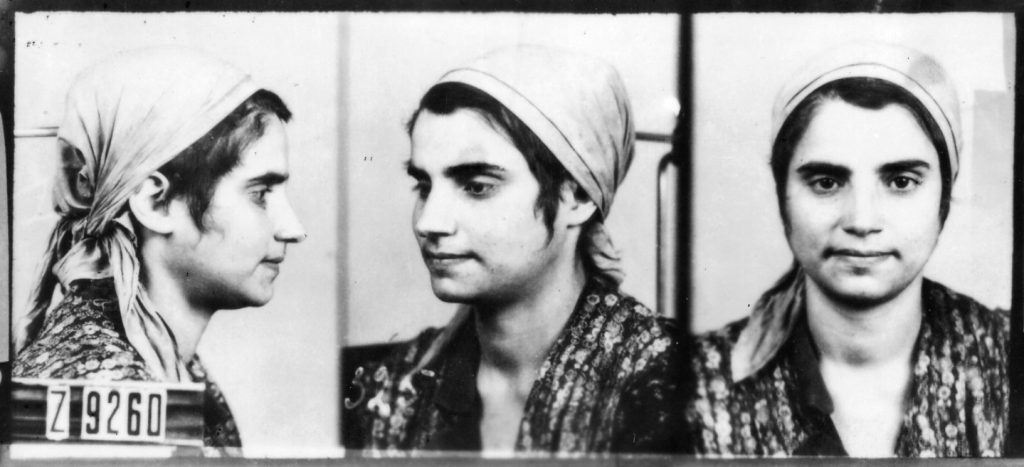
Stephanie Holomek, a holokauszt egyik roma áldozata

A porajmos, parajmos vagy parrajmos (ejtsd: parajmosz) kifejezés a cigány nyelv egyik balkáni dialektusából származik, magyarországi lovari alakja pharrajimos. Eredeti jelentése „elpusztítás, elnyeletés”. A kifejezés magyar megfelelője: roma holokauszt. A roma holokauszt cigány nyelvű elnevezései még a samudaripe (sa: mind, összes; mudaripe: gyilkosság) és a kali trash (kali: fekete; trash: félelem).
A porajmos a második világháborúban a Harmadik Birodalom által a cigányok körében végrehajtott etnikai tisztogatás. Mivel a cigányság kevésbé volt szervezett, mint a zsidóság, és mivel sokukat mindenféle nyilvántartásba vétel nélkül gyilkolták meg, az áldozatok számát nehezebb megállapítani; a becslések 200 000-től 2 000 000-ig terjednek. A zsidó holokauszt árnyékában a porajmos sokáig ismeretlen maradt a közvélemény előtt. Helmut Schmidt német kancellár 1982-ben elismerte ugyan a porajmos, a cigány holokauszt tényét, de a cigányságot csak az 1990-es évek elején, Ian Hancock angliai roma polgárjogi aktivista publikációi nyomán kezdték a náci rendszer áldozatai közé számítani. A cigányholokauszt emléknapja augusztus 2. A cigányok nem kaptak a zsidókéval összemérhető kárpótlást az atrocitások után.

## A cigányok a nemzetiszocialista ideológiában
A vándorló életmódot folytató cigányok 1000 körül hagyták el Indiát és a 12–13. század környékén érték el a Balkán-félszigetet, a 15. században Közép-Európát, s lassan elterjedtek az egész kontinensen.
A többségi társadalmaktól kultúrájában, nyelvében is elkülönülő cigányok vándorló karavánjait évszázadokon keresztül számos előítélet övezte szerte Európában, s le- vagy kitelepítésükre is számos kísérlet történt. Így a 20. században könnyűszerrel váltak a faji tisztaságot hirdető nemzetiszocialisták természetes célpontjaivá is, bár ennek is megvoltak a maga közvetlen előzményei.

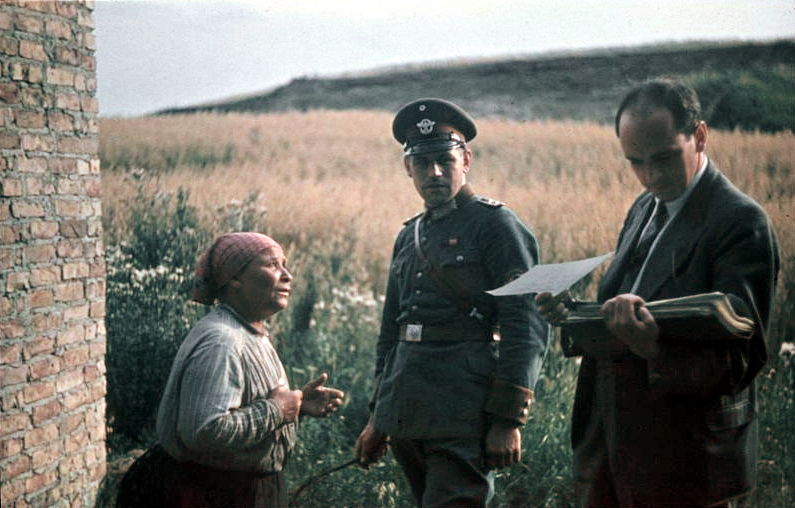
Roma asszony egy rendőrrel és Robert Ritter náci pszichológussal

A 19. század végi Bajorországban 1899-ben létrehoztak egy a cigányság genealógiai adatait, fényképeit és ujjlenyomatait gyűjtő intézetet Nachrichtendienst in Bezug auf die Zigeuner néven, 1927-ben pedig külön a cigányok számára rendszeresített, az ujjlenyomatot is tartalmazó személyi igazolványt vezettek be. Másfelől azonban a nemzetiszocialistáknak súlyos dilemmával kellett szembenézniük: az ekképpen megbélyegzett cigányok az indiai árják leszármazottai, és nyelvük, a romani az indoárja nyelvek egyike.
A probléma megoldását Hans Günther, a fajelmélet egyik fő ideológusa, egyébként a Jénai Egyetem szociálantropológusa találta meg: szerinte a cigányság az árják azon alsóbb osztályaiból származik, amelyek keveredtek az árják vándorlása során érintett, alacsonyabb rendű népekkel, például a dravidákkal, a szemitákkal és a törökökkel. Szegénységüket és nomád életmódjukat e keveredés következményének tartotta, és így az árják faji tisztaságát fenyegető tényezőknek tekintette őket.
A probléma alaposabb tanulmányozására a nemzetiszocialisták 1936-ban felállították a Fajhigiéniai és Népességbiológiai Kutatóegységet (Rassenhygienische und Bevölkerungsbiologische Forschungsstelle), Robert Ritter vezetésével; a szervezet feladata a „cigánykérdés” (Zigeunerfrage) alaposabb tanulmányozása és egy cigánytörvény megalkotása volt. A szervezet, miután számos interjú és orvosi kutatás keretében genealógiai és genetikai adatokat gyűjtött, megállapította, hogy a cigányság nagy része veszélyt jelent a német faj tisztaságára, és eliminálni kell őket. A maradékról – elsősorban a szintó és a lalleri népcsoportok tagjairól, akik az európai cigányság mintegy tíz százalékát tették ki – nem hoztak döntést, bár több javaslat is született. Heinrich Himmler például egy távoli rezervátum felállítását javasolta, ahol a romák zavartalanul folytathatják nomád életstílusukat.

## Üldöztetés és megsemmisítés
1935. november 26-án a zsidók és „árják” közötti házasságot megtiltó 1935-ös nürnbergi törvényeket a cigányokra is kiterjesztették, majd 1936. március 15-én a cigányoktól is megvonták a szavazati jogot. Május 22-én több száz berlini romát, többségükben szintót telepített ki a rendőrség a Marzahnnál kijelölt karavántáborba.
Az 1940-es évekre a Harmadik Birodalom cigánysága hamarosan a zsidósághoz hasonlóan embertelen megaláztatást és méltánytalanságokat volt kénytelen elviselni. A zsidókhoz hasonlóan a cigányokat is gettókban különítették el, 1940. január 30-án például döntés született arról, hogy 30 ezer németországi cigányt a megszállt Lengyelországba deportálnak. A terv ugyan e formájában meghiúsult, de 5 ezernyi német romát így is elhurcoltak a łódźi gettóba. 1942. április–június folyamán további németországi romák kerültek a varsói gettóba, ahol Z betűs (Zigeuner) karszalaggal megkülönböztetve, a zsidóságtól elkülönült közösségként élték életüket. Az 1942. január 20-ai – a zsidókérdés „végső megoldás”-át szentesítő, nemzetiszocialista vezetők részvételével zajló – wannseei konferencia szellemében Himmler még ugyanazon év december 16-án elrendelte, hogy az összegyűjtött és fekete háromszöggel jelölt romákat az auschwitzi koncentrációs táborba szállítsák. 1943. november 15-én kibocsátott rendeletében pedig arról rendelkezett, hogy a tiszta vagy félvérű cigányok a zsidókéval azonos elbánásban részesüljenek, s kétséges esetekben a rendőrség dönti el a cigány származást. Jóllehet, „munkakerülő” (Arbeitsscheuen) cigányokat szórványosan már 1938 óta szállítottak Buchenwaldba, de a cél ekkor még nem a gyors megsemmisítésük volt. Az 1943-as Himmler-féle dekrétumot követően ugrásszerűen megnőtt az internált romák száma, Buchenwaldban például 1942 végén 9500 rab volt, számuk egy évvel később már elérte a 37, 1945 januárjára pedig a 110 ezret. A táborokat túlélő zsidók és nemzetiszocialista fogvatartóik tanúvallomásai alapján az Auschwitz-Birkenauba, Buchenwaldba, Ravensbrückbe, vagy kisebb számban a sobibori és belzeci táborba hurcolt romákkal sok esetben embertelenebb módon bántak, mint a zsidókkal. Ravensbrückben például tömegesen sterilizálták a cigányokat, Birkenauban cigány gyermekek és nők tífuszkísérletekben vettek részt stb.
Eközben a birodalom keleti csatlós államaiban a különböző bevetési csoportok is tömegesen pusztították a már koncentrációs táborba hurcolt cigányokat, illetve a különféle bábkormányok szívesen álltak a nemzetiszocialisták segítségére „a cigánykérdés megoldásában”. A horvátországi usztasák a jaszenováci koncentrációs táborban gyilkoltak meg több tízezer romát (szerbekkel és zsidókkal egyetemben). Romániában az Antonescu-kormány a Dnyeszteren túl létesített koncentrációs táborokat, ahova 25 ezer romát hurcoltak el, s mintegy 11 ezren ott is haltak meg. A nemzetiszocialisták által megszállt cseh és morva területek cigányságát a letyi és hodoníni táborba, majd onnan Auschwitzba szállították, ahol elgázosították őket. A Szovjetuniótól időlegesen elhódított balti és belarusz területeken mintegy 30–35 ezer cigányt öltek meg a nemzetiszocialisták.

## A porajmos Magyarországon

### Előzmények
A porajmosnak már a 19. század végétől megvannak az előzményei, több járvány terjedése miatt felelősnek tették meg a cigányokat. Az üldözést több módon valósították meg, például gettósításokkal próbálták a cigányokat bizonyos helyekhez kötni (többek között Ondód, Pankasz, Bicske, Pankota dokumentáltak) vagy például olyan rendeletekkel (1901 után) mely önkényes megállapítások alapján cigány gyermekeket Magyarországon kiszakított a családjukból, a cigányságot külföldre űzni (például 60000/1907 belügyi rendelet). A Horthy-korszakban a cigányok jogfosztása tovább fokozódott, mert helyi rendeletek is korlátozták a mozgásukat, illetve kitiltották őket a kereskedelemből.

#### Közvetlen előzmények, gettósítás, 1931-1943
1931-ben már országos rendelet tiltotta a megyehatáron kívüli iparűzést és a munkavégzéshez lovas szekér használatát. A roma holokauszt első közvetlen előzménye 1934-ben Endre László későbbi államtitkár követelése a romák koncentrációs táborba zárásáról és a férfiak sterilizálásól, 1938-tól pedig életbe lépett a romákat üldöző azon rendelet, mely szerint minden cigányt gyanús egyénnek kell tekinteni.
Az ezt követő években részint ez alapján több településen, például Esztergomban 1942-ben, zárt cigánytelep létesítéséről döntöttek a városatyák, amit csak a munkavégzés céljából hagyhattak el.
A magyarországi cigányságot sújtó porajmos története csak megközelítően dokumentálható. Széles körben elterjedt vélekedés szerint Magyarország 1944. március 19-ei német megszállását követően – jelentős mértékben ezekről a zárt cigánytelepekről – kb. 30–70 000 romát, köztük gyerekeket, nőket és öregeket deportáltak a komáromi Csillagerődbe, majd onnan különböző koncentrációs táborokba. A porajmos során meghalt magyarországi cigányokról nem rendelkezünk pontos számadatokkal. Karsai László történész, a magyarországi holokauszt kutatója szerint kb. 5000-re tehető azon cigány honfitársaink száma, akiket 1944–45-ben etnikai hovatartozásuk miatt álorvosi kísérletekkel megkínoztak, megnyomorítottak, illetve akiket haláltáborokban gyilkoltak meg, vagy munkaszolgálaton haltak meg. Karsai egy 2012-ben készült televíziós beszélgetés során a cigány üldözöttek összlétszámát 10 000-re, a halottakét mintegy ezerre becsülte.

## Dokumentumfilm
- Varga Ágota (forgatókönyv, rendezés): Porrajmos. 2000. 93 perc, Operatőr: Markert Károly